# Embraer EMB-312 Tucano
O Embraer EMB-312 Tucano é um avião turboélice de treinamento e ataque leve, desenvolvido e fabricado no Brasil pela Embraer. Seu primeiro voo ocorreu em 1980, com o início das entregas em 1983.

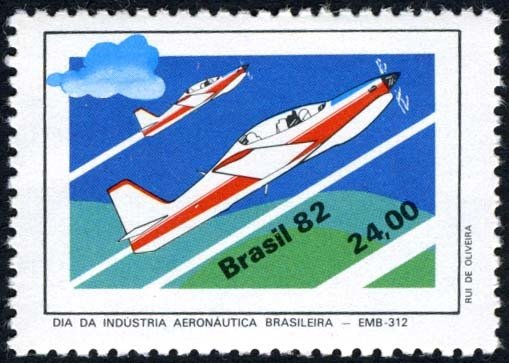
A aeronave em selo postal de 1982.

Seu projeto é de autoria do engenheiro aeronáutico húngaro brasileiro Joseph Kóvacs.
Designado na Força Aérea Brasileira - FAB como T-27, foi destinado ao treinamento avançado no 1º EIA - Esquadrão de Instrução Aérea, o "Esquadrão Cometa", de cadetes aviadores do 4º ano da Academia da Força Aérea Brasileira, em Pirassununga, estado de São Paulo.
Também foi utilizada como aeronave leve de ataque, designada AT-27. A FAB encomendou 133 aeronaves.
Avião moderno, em tandem, onde o assento traseiro é mais alto que o dianteiro, foi um dos maiores sucessos da Embraer, com produção superior a 600 unidades.
A aeronave foi utilizada pelo "Esquadrão de Demonstração Aérea da Força Aérea Brasileira - EDA", conhecido como Esquadrilha da fumaça, de 1983 a 2013.
Deixou de ser produzido em 1996, quando foi substituído pelo EMB-314 "Super Tucano". Na FAB, o Super Tucano o substituiu nas funções de Ataque e no EDA, ficando apenas responsável pela instrução avançada dos Cadetes na AFA.
A FAB então, iniciou um programa de modernização do Tucano, denominado "T-27M". A modernização envolve a troca do painel de instrumentos da aeronave por um modelo do tipo Glass Cockpit , facilitando a obediência às novas regras de tráfego aéreo, como os procedimentos RNAV e RNP (tradução do inglês, Navegação de Área e Performance de Navegação Requerida) e às novas demandas de formação, trazendo o painel do T-27 mais perto dos painéis que os cadetes irão lidar nas outras aeronaves da frota, além de reduzir problemas de falta de peças presentes nos painéis originais, devido a obsolescências dessas. A ideia inicial é de modernizar 42 unidades.

## Variantes
- EMB-312A: Versão de produção para a Força Aérea Brasileira e exportação;
  - YT-27 Tucano: Protótipo de pré-série
  - T-27 Tucano: Variante de treinamento básico para a Força Aérea Brasileira;
  - AT-27 Tucano: Variante de ataque leve para a Força Aérea Brasileira;
- EMB-312F: Variante atualizada para o Exército do Ar Francês, equipada com aviônica francesa (da TEAM S.A. e da Thomson-CSF), célula reforçada, sistemas de degelo para hélice e canopi e um freio aerodinâmico ventral. 50 unidades construídas.[8][9]
- EMB-312S: Variante modificada para produção sob licença pela Short Brothers, de Belfast. Também conhecido como Short Tucano.
  - Tucano T.1: Variante original de treinamento para a Força Aérea Real;
  - Tucano Mk.51: Variante de exportação para a Força Aérea Queniana;
  - Tucano Mk.52: Variante de exportação para a Força Aérea do Kuwait;
- EMB-312G1: Protótipo com motor Garrett ao invés do Pratt & Whitney Canadá PT6. Uma unidade construída em 1986.[10]
- EMB-312H: Protótipo para concorrência da Força Aérea dos Estados Unidos (en:Joint Primary Aircraft Training System) para treinador avançado, do qual derivou o EMB-314 Super Tucano (ALX), atualmente em produção para a FAB.[11]

## Operadores
- Angola - Força Aérea Nacional: 14 unidades (8 comprados na Embraer e 6 ex-Peru);
- Argentina - Força Aérea Argentina: 12 unidades (de 14 unidades recebidas da Embraer)
- Brasil: 109 unidades (de 151 unidades recebidas)
- Colômbia - Força Aeroespacial Colombiana: 14 unidades.
- Egito - Força Aérea Egípcia: 54 unidades (14 da Embraer mais 40 unidades produzidas sob licença pela Helwan).
- Honduras - Força Aérea Hondurenha: 8 unidades (de 12 unidades recebidas).
- Irão - Força Aeroespacial da Corpo da Guarda Revolucionária Iraniana: 15 unidades (de 50 unidades recebidas)
- Mauritânia - Força Aérea Islâmica da Mauritânia - 5 unidades (ex-França)
- Paraguai - Força Aérea Paraguaia: 6 unidades.
- Peru - Força Aérea Peruana: 17 unidades (de 30 unidades recebidas).
- Venezuela - Aviação Militar Bolivariana: 19 unidades (de 31 unidades recebidas).

### Operadores Passados
- França - Exército do Ar Francês: 50 unidades, operados de 1995 a 2009. Substituídos pelo Grob G 120, de fabricação alemã.[12]
- Iraque - Força Aérea Iraquiana: 80 unidades, entregues entre 1985 e 1988.

### Operadores Potenciais
- Uruguai - Força Aérea Uruguaia: 6 a 12 unidades ex-França oferecidas em março de 2023.[13]

### Operadores Civis
- Estados Unidos - Valkyrie Aero: 12 aeronaves EMB-312F, ex-França. Utilizados para treinamento em apoio aéreo aproximado.[14]

## Especificações (EMB-312A)

### Características Gerais
- Tripulação: 2
- Comprimento: 9,86 m
- Bitola:  3,76 m
- Envergadura: 11,14 m
- Altura: 3,40 m
- Área Alar: 19.4m²
- Alongamento: 6.4
- Peso Vazio: 1 810 kg
- Peso Básico: 2 520 kg (dois pilotos, óleo, fluido hidráulico e tanques cheios)
- Peso Máximo de Decolagem: 3 175 kg
- Peso Máximo de Aterragem: 2 800 kg
- Capacidade de Combustível: 694L
- Motor: 1x Turboélice Pratt & Whitney Canada PT6A-25C, de 740 hp (552 kW)
- Hélice: Tripá, passo constante

### Desempenho
- Velocidade Máxima: 458 km/h (247 kn)
- Velocidade de Cruzeiro: 441 km/h (238 kn)
- Velocidade de Estol: 124 km/h (67 kn)
- Velocidade a Nunca ser Excedida: 539 km/h (291 kn)
- Alcance: 1.916 km (1.035 nmi)
- Teto de Serviço: 8.750 m (28.710 ft)
- Limite G: +6 / -3
- Carga Alar: 164 kg/cm²

### Armamento
- Metralhadoras: 4x FN Herstal MAG, em 7.62 NATO (em 2x casulos TwinMAG)
  - 2x Browning AN/M3, em .50BMG (em 2x casulos)
- Casulo de Foguetes/Metralhadoras: 2x FN Herstal RMP LC (com uma metralhadora FN M3P e 4x foguetes de 70mm)
- Foguetes: 7x Avibrás SBAT-37, de 37mm (em casulos)
  - 7x Avibrás SBAT-70, de 70mm (em casulos)
- Bomba de Emprego Geral: Mk.81 (119 kg / 250lbs)
  - Mk.82 (227 kg / 500lbs)
- Bomba de Prática: MK 76 (9 kg / 20lbs)
- Hardpoints: Quatro hardpoints com capacidade de 1.000 kg (2.200lbs)
- Tanques: 2x Tanques externos destacáveis de 660L ou 330L

#### Desenvolvimento Relatado
- Short Tucano
- Embraer EMB-314 Super Tucano

Aeronaves com funções, configurações e características comparáveis:
- Pilatus PC-7
- Pilatus PC-9